# Plagiogramma guyanense
Plagiogramma guyanense är en skalbaggsart som först beskrevs av Miłosz A. Mazur 1974.  Plagiogramma guyanense ingår i släktet Plagiogramma och familjen stumpbaggar. Inga underarter finns listade i Catalogue of Life.